# Viggianiola dedicata
Viggianiola dedicata is een vliesvleugelig insect uit de familie Encyrtidae. De wetenschappelijke naam is voor het eerst geldig gepubliceerd in 1982 door Trjapitzin.